# Inermomulciber schultzei
Inermomulciber schultzei là một loài bọ cánh cứng trong họ Cerambycidae.